# Haworthia integra
Haworthia integra es una especie de planta suculenta perteneciente a la familia Xanthorrhoeaceae. Es originaria de Sudáfrica.

## Descripción
Es una planta suculenta perennifolia que alcanza un tamaño de 3 a 15 cm de altura. Se encuentra a una altitud de  300 - 400  metros en Sudáfrica.

## Taxonomía
Haworthia integra fue descrita por Karl von Poellnitz y publicado en Repert. Spec. Nov. Regni Veg. 33: 239, en el año 1933.
Sinonimia
- Haworthia rycroftiana M.B.Bayer (1981)
- Haworthia integra var. integra
- Haworthia integra var. standeri Esterhuizen[4]